# Geneva, New York
Geneva är en stad i den amerikanska delstaten New York med en yta av 15,2 km² och en folkmängd, som uppgår till 13 617 invånare (2000). Geneva är till största delen beläget i Ontario County. Resten av staden är belägen i Seneca County.